# 邓乐军
邓乐军（1971年9月18日—），出生于北京，已退役的中国足球运动员，曾效力于北京国安、山东鲁能泰山等球队。现为职业高尔夫运动员。

## 足球

### 青年队
- 1985年进入北京青年队。

### 俱乐部
- 1991年进入北京队。
- 1994年代表北京国安征战甲A联赛。
- 1995年代表北京国安获得甲A联赛亚军和中国足协杯冠军。
- 1996年再次获得中国足协杯冠军。
- 1998年转会至山东鲁能泰山，成为球队主力并担任代理队长。
- 1999年跟随山东鲁能泰山获得联赛和杯赛双冠王，但整个赛季出场次数大为减少。
- 2000年初转会至厦门队，因未通过12分跑测试，而决定退役，当时只有28岁半[1]。

## 高尔夫
- 退役后邓乐军喜爱高尔夫运动，于2008年成为职业高尔夫球手。
- 2009年中国高尔夫巡回赛揭幕战的比赛是其首次以职业球手的身份参赛[2]。